# 林伊娃
林伊娃（英語：Eva Lin，1985年5月4日—），是一名跨性別的成人影星。

## 經歷
21歲時，在舊金山的變性夜總會DIVAS作調酒師和脫衣舞孃，因此認識了變性藝人Yasmine Lee。
因受到了Kink.com、Grooby Productions製作商的關注，開始在成人娛樂產業發展。
2012年，在跨性別情色獎得到了最佳新人、最佳性交、最佳場景的獎項。
2014年3月，成為了Trans500的演員。

## 提名與獲獎
- 2012 
  - 都市成人獎（英语：Urban X Award） (提名) - 年度最佳變性演員
  - 跨性別情色獎 (獲獎) – 最佳新人
  - 跨性別情色獎 (獲獎)– 最佳性交
  - 跨性別情色獎 (獲獎)– 最佳場景
- 2013
  - 成人影帶新聞獎 (提名) - 年度最佳變性演員
  - 成人產業獎（英语：XBIZ Award） (獲獎) – 年度最佳變性演員
  - 跨性別情色獎 (提名) – 最佳性交
- 2014 
  - 成人產業獎（英语：XBIZ Award） (提名) - 年度最佳變性演員
  - 成人影帶新聞獎 (獲獎) - 年度最佳變性演員

## 外部連結
- 官方网站
- 林伊娃在互联网电影资料库（IMDb）上的資料（英文）
- 林伊娃的X（前Twitter）
- Eva Lin在網際網路成人電影資料庫
- 成人電影資料庫上Eva Lin的资料（英文）
- Eva Lin SMI Page